# This Left Feels Right
This Left Feels Right — музичний альбом гурту Bon Jovi. Виданий 4 листопада 2003 року лейблом Island. Загальна тривалість композицій становить 51:10. Альбом відносять до напрямку рок. 

## Список пісень
1. «Wanted Dead or Alive» — 3:43
2. «Livin' on a Prayer» — 3:41
3. «Bad Medicine» — 4:27
4. «It's My Life» — 3:42
5. «Lay Your Hands on Me» — 4:27
6. «You Give Love a Bad Name» — 3:29
7. «Bed of Roses» — 5:38
8. «Everyday» — 3:45
9. «Born to Be My Baby» — 5:27
10. «Keep the Faith» — 4:12
11. «I'll Be There For You» — 4:21
12. «Always» — 4:18